# Takumi Yamanoi
Takumi Yamanoi (jap. 山ノ井 拓己, Yamanoi Takumi; * 25. Oktober 1998 in Mobara) ist ein japanischer Fußballspieler.

## Karriere
Takumi Yamanoi erlernte das Fußballspielen in der Schulmannschaft der Shizuoka Gakuen High School. Seinen ersten Profivertrag unterschrieb der Torwart 2017 bei Avispa Fukuoka. Der Verein aus Fukuoka, einer Stadt auf Kyūshū, der südlichsten der japanischen Hauptinseln, spielte in der zweithöchsten Liga des Landes, der J2 League. Bisher stand er zweimal in der zweiten Liga zwischen den Pfosten. Ende 2020 wurde er mit dem Verein Vizemeister und stieg in die erste Liga auf.

## Erfolge
Avispa Fukuoka
- Japanischer Zweitligavizemeister: 2020  ▲